# Chantal Versluis
Chantal Versluis (Leidschendam, 4 januari 1988) is een Nederlands softballer.
Versluis kwam uit voor de vereniging Birds uit Zoetermeer en speelt sinds 2006 voor de Sparks uit Haarlem. Ze is tweede honkvrouw, korte stop en buitenvelder en slaat en gooit rechtshandig. Versluis maakte deel uit van de voorlopige selectie voor het Olympische team dat deelnam aan de zomerspelen van 2008 te Peking maar haalde de eindselectie niet. Ze is lid van het Nederlands damessoftbalteam sinds november 2006 en heeft tot op heden 6 interlands gespeeld. Versluis is student.